# チャコール・グレイの肖像
『チャコール・グレイの肖像』（チャコール・グレイのしょうぞう）は、日本の歌手である沢田研二の9作目となるオリジナル・アルバム。
1976年12月1日にポリドール （現ユニバーサルミュージック）からLP盤でリリースされた。
その後CD化され、1991年と1996年に東芝EMIから、また2005年にはユニバーサルミュージックから再リリースされている。

## 解説
本作は沢田のセルフプロデュース作品であり、全ての作曲を沢田本人が担当している。一方で作詞には自作詞以外に小谷夏（久世光彦）、阿木燿子、藤公之介、桃井かおり、荒木一郎、松本隆、岸部修三と多彩な顔ぶれを揃えている。演奏は井上堯之バンドを中心に後藤次利（ベース）、羽田健太郎（キーボード）らが参加している。

## 収録曲
- 全作曲：沢田研二

1. ジョセフィーヌのために
作詞：小谷夏／編曲：大野克夫
2. 夜の河を渡る前に
作詞：阿木燿子／編曲：船山基紀
3. 何を失くしてもかまわない
作詞：藤公之介／編曲：井上堯之
4. コバルトの季節の中で
作詞：小谷夏／編曲：船山基紀
5. 桃いろの旅行者
作詞：桃井かおり／編曲：大野克夫
6. 片腕の賭博師
作詞：荒木一郎／編曲：船山基紀
7. ヘヴィーだね
作詞：沢田研二／編曲：井上堯之
8. ロ・メロメロ
作詞：沢田研二／編曲：大野克夫
9. 影絵
作詞：松本隆／編曲：井上堯之
10. あのままだよ
作詞：岸部修三／編曲：船山基紀

## 参加ミュージシャン
- 大野克夫 - キーボード
- 羽岡利幸 - キーボード
- 羽田健太郎 - キーボード
- 井上堯之 - ギター
- 速水清司 - ギター
- 水谷公生 - ギター
- 矢島賢 - ギター
- 佐々木隆典 - ベース
- 後藤次利 - ベース
- 鈴木二郎 - ドラムス
- 田中清司 - ドラムス
- JULIE & KENJI - コーラス
- コーポレーション・スリー - コーラス
- 穴井忠臣 - ラテン・パーカッション
- 斉藤伸雄 - ラテン・パーカッション
- 沢田研二 - ウエスタン・パーカッション